# Wiwietta Jagodina
Wiwietta Stiepanowna Jagodina (ros. Виветта Степановна Ягодина, ur. w 1923) – radziecka florecistka, złota medalistka mistrzostw świata.
Podczas mistrzostw świata w Londynie w 1956 roku Wiwietta Jagodina, Emma Jefimowa, Tamara Jewpłowa, Walentina Rastworowa, Nadieżda Szytikowa i Aleksandra Zabielina zwyciężyły w zawodach drużynowych. Był to jej jedyny medal wywalczony w zawodach tego cyklu.
Nigdy nie wzięła udziału w igrzyskach olimpijskich.